# Рада Мітчелл
Рада Рані Амбер Індіго Ананда Мітчелл (англ. Radha Rani Amber Indigo Anunda Mitchell, нар. 12 листопада 1973, Мельбурн) — австралійська акторка, найбільш відома за своїми ролями у фільмах «Цілковита пітьма» і «Сайлент Гілл».

## Біографія
Народилася у Мельбурні. Її першою появою на екрані стала роль одинадцятирічної дівчинки у австралійському дитячому телесеріалі «Sugar and Spice», який транслювався у 1988 /1989 роках. Зйомки у телесеріалі викликали зацікавленість Мітчелл до акторського мистецтва. На початку 1990-х вона виконувала ролі у австралійських фільмах та телесеріалах. 1998 року Рада Мітчелл та Еллі Шиді стали виконавицями головних ролей американської драми «Високе мистецтво», відзначеної кількома кінонагородами, після чого Мітчелл стали запрошувати на ролі у фільмах США.

## Вибіркова фільмографія
- 1998 — Високе мистецтво / High Art
- 2000 — Цілковита пітьма / Pitch Black
- 2002 — Телефонна будка / Phone Booth
- 2004 — Мелінда та Мелінда / Melinda and Melinda
- 2004 — Лють / Man on Fire
- 2004 — Чарівна країна / Finding Neverland
- 2006 — Сайлент Гілл / Silent Hill
- 2007 — Діти Хуан Ши / The Children of Huang Shi
- 2007 — Свято кохання / Feast of Love
- 2009 — Сурогати / Surrogates
- 2010 — Божевільні / The Crazies
- 2012 — Сайлент Хілл 2 / Silent Hill: Revelation 3D
- 2013 — Падіння Олімпу / Olympus Has Fallen
- 2013 — Докази / Evidence
- 2013 — Мерзла земля / The Frozen Ground
- 2016 — Падіння Лондона / London Has Fallen
- 2017 — Хатина / The Shack